# کمی دورتر
کمی دورتر فیلمی به کارگردانی مجید اسماعیلی و تهیه‌کنندگی سید روح‌الله حجازی محصول سال ۱۳۸۹ است.

## خلاصه داستان
قصه فیلم «کمی دورتر» روایتگر داستان زندگی فرج و منیر زوج سالخورده‌ای است که ۳۰ سال در ایستگاهی دور افتاده سوزنبان قطارند. منیر آرزوی زیارت حرم فاطمه معصومه را دارد اما تا بحال نتوانسته همسرش را تنها بگذارد، تا این که خوابی می‌بیند و …

## بازیگران
- ثریا قاسمی
- مهدی فقیه
- یوسف خداپرست

## نمایش
فیلم «کمی دورتر» علاوه بر نمایش در شبکه‌های مختلف تلویزیونی در جشنواره‌های فیلم رضوی / جام جم / میلاد سرخ و کیش حضوری داشته است.

## جوایز و افتخارات
دریافت تندیس بهترین کارگردانی از نخستین جشنواره فیلم میلاد سرخ.
دریافت تندیس بهترین فیلم از نخستین جشنواره فیلم میلاد سرخ.
دریافت تندیس بهترین بازیگر نقش اول زن از نخستین جشنواره بین‌المللی فیلم کیش.
دریافت تندیس بهترین فیلم دینی از نخستین جشنواره فیلمهای جام جم.
دریافت تندیس بهترین فیلم از نگاه امید از نخستین جشنواره فیلمهای جام جم.
دریافت تندیس بهترین فیلمبرداری از نخستین جشنواره فیلمهای جام جم.
دریافت دیپلم افتخار بهترین کارگردانی از ششمین جشنواره فیلم رضوی.